# Szathmáry Lajos (gasztronómus)
Szathmáry Lajos (Rákospalota, 1919. június 2. – Chicago, 1996. október 4.), Louis Szathmáry, magyar újságíró, író, pszichológus, konyhafőnök, gasztronómus, műgyűjtő.

## Életútja, munkássága
Életrajza szerint egy vonaton született, miközben szülei a román megszállás elől menekültek Erdélyből Budapest felé. Sárospatakon érettségizett, majd a budapesti Pázmány Péter Tudományegyetemre iratkozott be, és jelentkezett az akkor megnyíló újságírói főiskolára is. Szerkesztői gyakorlatot az Athenaeum Nyomdában szerzett, ahol Móricz Zsigmond, Féja Géza, Szabó Lőrinc minden kéziratát rábízta. Rövid ideig a Színházi Magazin szerkesztőségében volt gyakornok. 1942-től a marosvásárhelyi Székely Szó belső munkatársa és a Magyar Távirati Iroda székelyföldi tudósítója. Még abban az évben a Kemény Zsigmond Társaság tagjává választotta. 1943 őszétől a sepsiszentgyörgyi Székely Nép szerkesztője. Közben pszichológus diplomát szerzett az Eötvös Lóránd Tudományegyetemen.
1944 őszén bevonult katonának, alakulatával Nyugatra került. A háború vége Németország amerikai megszállási zónájában érte, onnan 1951-ben kivándorolt az Amerikai Egyesült Államokba. Chicagóban telepedett le. Itt kitanulta a szakácsmesterséget, vendéglőt alapított. A nyugati emigrációban már az 1950-es években önálló rádióműsort vezetett; éveken át saját televíziós műsort szerkesztett az egyik országos hálózaton, és 12 éven át Los Angelestől New Yorkig több mint száz lap közölte heti gasztronómiai tárcáit. Közben anyagilag is támogatta a nyugati magyar könyvkiadást: több mint 30 könyv jelent meg az ő segítségének köszönhetően.
Első nagy sikerét Egy szakács titkai c. kötetével aratta (Chicago, 1971), amely sokáig bestsellerlistán volt. Két történelmi könyvsorozatot szerkesztett, minden kötethez egy-egy esszét írt előszó gyanánt. Öt újabb szakácskönyvében saját gasztronómiai tapasztalatait dolgozta föl. Írásaiban, íróportréiban érzelmesen, meleg színekkel idézte fel erdélyi, székelyföldi, elsősorban marosvásárhelyi emlékeit. Rendszeresen publikált a pittsburgh-i Magyarságban, a Nemzetőrben, Szivárványban, Új Látóhatárban.
Hagyatékában máig feldolgozatlan értékes Kossuth-relikviagyűjtemény maradt.

## Angol nyelvű kötetei
- The chef's secret cook book; Quadrangle Books, Chicago, 1971
- Along the northern border ookery in Idaho, Minnesota, and North Dakota; bev., receptek Louis Szathmáry; Arno Press, New York, 1973 (Cookery Americana)
- American gastronomy n illustratesd portfolio of recipes and culinary history; Regnery, Chicago 1974
- The chef's new secret cookbook; Regnery, Chicago, 1975
- The "Bakery" restaurant cookbook; CBI Publishing, Boston, 1981
- My Budapest ortrait of a European city eing an exhibition of books, documents, images and artifacts from the collections of Louis Szathmary of Chicago he University of Chicago Library Department of Special Collections May–September 1989; University of Chicago Library, Chicago, 1989

## Magyar nyelvű kötetei
- Ajándék. Válogatott versek, 1935-1970; ill. a szerző; Szenci Molnár Társaság, Bp., 1992 (Magyar költők a költészetért)
- Arcok chicagói szemmel. Írók, költők, művészek; Szenci Molnár Társaság, Bp., 1994